# Рашиди, Эради
Эради Рашиди (фр. Heradi Rashidi; род. 24 июля 1994, Гбадолите) — конголезский и шведский футболист, полузащитник стокгольмского АИК.

## Клубная карьера
Футболом начал заниматься у себя на родине в ДР Конго. Затем семья перебралась в Швецию, где Рашиди продолжил обучение в школе столичного «Юргордена». Затем выступал за юношеские команды «Стокгольма» и «Аспудден-Теллус». В 2013 году забил 25 мячей в молодёжном первенстве Швеции за «Броммапойкарну».
В 2014 году подписал контракт с «Акрополисом», выступавшим во втором шведском дивизионе. Дебютировал за команду в первом туре, состоявшемся 12 апреля, в игре против «Карлберга», который завершился победой команды Рашиди со счётом 3:0. Сам Эради вышел в стартовом составе и на 80-й минуте установил окончательный счёт. По итогам сезона «Акрополис» занял первое место в турнирной таблице и получил путёвку в Эттан. На счету конголезца 24 матча и 12 забитых мячей.
Перед началом сезона 2015 года перешёл в другой клуб первого дивизиона — «Сёдертелье». Его дебют в новой команде пришёлся на первый тур первенства с «Питео», в котором Рашиди на 55-й минуте забил свой первый гол за команду, сделав счёт 1:4. В конце года в активе Эради было 26 матчей и 11 голов. Однако, это не помогло команде. «Сёдертелье» занял предпоследнее место и вылетел в дивизион ниже.
Рашиди пошёл тем временем на повышение, подписав 19 октября трёхлетний контракт с «Далькурдом», вышедшим в Суперэттан. Первую игру в новом клубе 21-летний полузащитник провёл 3 апреля 2016 года в гостях против «Ассириска». Рашиди начал встречу на скамейке запасных, а после перерыва вышел вместо Предрага Ранджеловича. За 12 игр в составе «Далькурда» он так и не забил ни одного мяча.
Вторую часть сезона провёл в аренде в «Сюрианске». Дебютировал в основном составе в игре с «Фреем», проведя на поле все 90 минут. Первый из двух своих голов забил 2 октября в матче с «Хальмстадом», принеся своей команде ничью 1:1 на последней минуте основного времени.
По окончании аренды Рашиди вернулся в «Далькурд» и стал основным игроком команды, проведя 28 матчей и забив три гола, чем помог своему клубу занять второе место в Суперэттане и напрямую выйти в высшую лигу. Первый матч в Аллсвенскане сыграл 2 апреля 2018 года с АИК, завершившийся поражением 0:2. Рашиди появился на поле после перерыва, заняв место американца Алекса Деджона.
В июле 2018 года перебрался в стокгольмский АИК, подписав контракт на 2,5 года. Дебютировал в чёрно-жёлтой футболке 15 июля в гостевой встрече с «Сундсваллем». Игра постепенно двигалась к нулевой ничьей, но на 4-й компенсированной минуте Рашиди забил победный мяч. По итогам сезона клуб занял первое место в турнирной таблице и завоевал чемпионский титул.

## Достижения
Далькурд
- Серебряный призёр Суперэттана: 2017

 АИК
- Чемпион Швеции: 2018